# Thomasomys silvestris
Thomasomys silvestris é uma espécie de roedor da família Cricetidae.
Apenas pode ser encontrada no Equador.